# 佐茲夫卡
49°19′41″N 28°58′34″E / 49.32806°N 28.97611°E
佐茲夫卡（烏克蘭語：Зозівка），是烏克蘭的村落，位於該國西南部文尼察州，由文尼察區負責管轄，處於列布哈河畔，始建於1650年，面積3.05平方公里，海拔高度270米，2001年人口524。